# Umifénovir
L'umifénovir, commercialisé sous la marque Arbidol, est un antiviral utilisé en Russie et en Chine pour traiter la grippe. Il est disponible sous forme de comprimés, de gélules et de sirop. Bien que certaines études russes aient conclu à son efficacité, ce médicament n'est pas approuvé en Occident. Il est présenté comme inhibiteur de fusion et stimulant de la réponse immunitaire.
L'efficacité de cette molécule a été testée essentiellement en Russie et en Chine, et le médicament correspondant est bien connu dans ces deux pays. Certaines études russes sur cette molécule ont montré une efficacité contre la grippe, tandis que d'autres indiquent des effets cliniques semblables à ceux de l'oseltamivir. La fiabilité de ces résultats est cependant contestée dans les médias russes,,.
Une étude indique la possibilité que l'association d'umifénovir et de darunavir puisse inhiber la réplication du SARS-CoV-2.